# نواکشوت
نواکشوت (در عربی: نواکشوط،  به فرانسوی: Nouakchott) پایتخت کشور موریتانی است. این شهر از دیگر شهرهای موریتانی بسیار بزرگ‌تر است و در صحرای بزرگ آفریقا نیز یکی از شهرهای بزرگ به‌شمار می‌آید. نواکشوت در باختر موریتانی در کرانه اقیانوس اطلس واقع شده و مرکز اداری و اقتصادی موریتانی است. بر مبنای آخرین داده‌های جغرافیایی بیشترین درازای شهر نواکشوت ۲۲ کیلومتر است.
جمعیت نواکشوت حدود یک میلیون نفر است و ساختمان‌های این شهر تقریباً همگی یک طبقه هستند. آب‌وهوای شهر خشک و بیابانی است و تابستان‌های بسیار گرم و زمستان‌های نسبتاً گرم دارد.

## پیشینه
معنی نام نواکشوت، در زبان بربر «جای بادخیز» است. نواکشوت در سال ۱۹۵۸ یک دهکده کوچک ماهیگیری بود اما پس از استقلال موریتانی از فرانسه گسترش یافت و در سال ۱۹۶۲ پس از استقلال، به عنوان پایتخت این کشور برگزیده شد. خشکسالی شدید دهه ۷۰ میلادی در منطقه کناره‌ای صحرای بزرگ آفریقا باعث مهاجرت زیاد به نواکشوت و گسترش زیاد این شهر شد.
نواکشوت در سال ۱۹۷۶ مورد هجوم جبهه پولیساریو قرار گرفت که برای استقلال صحرای غربی مبارزه می‌کند. در سال‌های ۱۹۸۸ و ۱۹۸۹ ستیز نژادی میان اعراب و سیاه‌پوستان در منطقه نواکشوت بالا گرفت.

## زیرساخت
نواکشوت دارای بندر است که ۹۶٬۴ از تأسیسات آن برای واردات استفاده می‌شود. از نواکشوت راه‌هایی به نمه، بوتیلیمیت و کیفا می‌رود. شهر نواکشوت هم‌چنین یک فرودگاه بین‌المللی دارد. امروزه چین سرمایه‌گذاری زیادی در زیرساخت‌های شهر نواکشوت انجام می‌دهد.
شهر نواکشوت پیرامون یک خیابان وسیع پردرخت به نام خیابان عبدالناصر ساخته شده‌است که از میان مرکز شهر به سمت شمال شرق و فرودگاه می‌رود. بقیه خیابان‌های اصلی شهر نیز به نام چهره‌های سرشناس موریتانیایی و جهانی دهه ۱۹۶۰ نام‌گذاری شده‌اند برای نمونه: خیابان‌های شارل دوگل، کندی، و لومومبا.

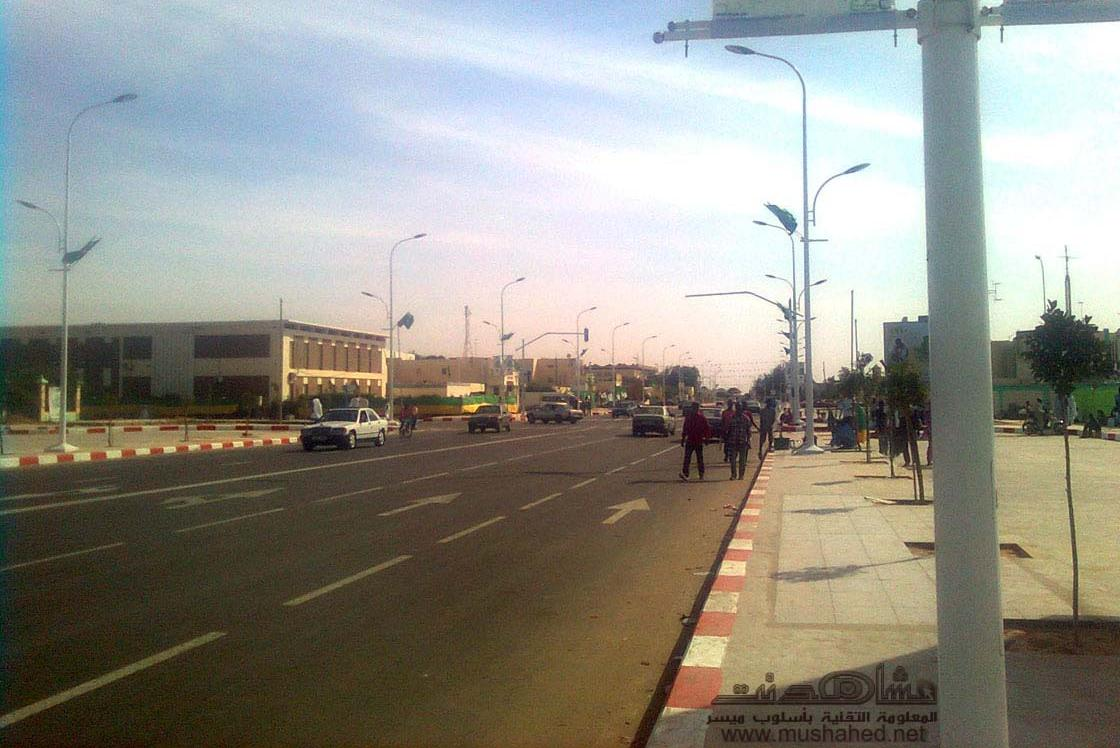
خیابانی در نواکشوت.

شهر به مناطقی تقسیم و شماره‌گذاری شده‌است و این مناطق نیز به محله‌هایی با نام‌هایی با ترتیب الفبایی بخش شده‌اند. در منطقه ۵ شهری مجتمع تجاری و فروشگاه‌های زیادی قرار دارند.
نواکشوت در آغاز در سال ۱۹۷۳ به پنج منطقه بخش شد ولی از سال ۱۹۸۶ نه منطقه (محله) دارد. ۹ محله اصلی امروزه این شهر عبارتند از: الریاض، عرفات، السبخة (سینکیم)، المیناء (سیزییم)، توجونین (انبیت عشره)، دارالنعیم، تفرغ زینه، لکصر، و تیارت (بریمییر).

## شهرهای خواهر
- مادرید، اسپانیا
- توسان، آریزونا، ایالات متحده آمریکا
- لانژو، جمهوری خلق چین
- امان، اردن